# 沃康達鎮區 (伊利諾伊州萊克縣)
沃康達鎮區（英語：Wauconda Township）是位於美國伊利諾伊州萊克縣的一個行政鎮區。

## 地方資料
根據2010年美國人口普查的數據，沃康達鎮區的面積為62.80平方千米，當中陸地面積為59.30平方千米，而水域面積為3.50平方千米。當地共有人口22514人，而人口密度為每平方千米358.5人。